# Coppa del Re 2018 (hockey su pista)
La Coppa del Re 2018 è stata la 75ª edizione della principale coppa nazionale spagnola di hockey su pista. La competizione ha avuto luogo con la formula della final eight dal 22 al 25 febbraio 2018 presso il Pavelló Municipal di Lloret de Mar.
Il trofeo è stato conquistato dal Barcellona per la ventiduesima volta nella sua storia superando in finale il Liceo La Coruña.

## Squadre partecipanti
Le squadre qualificate sono le prime otto classificate al termine del girone di andata dell'OK Liga 2017-2018.
| Club            | Qualificazione                             |
| --------------- | ------------------------------------------ |
| Liceo La Coruña | 1º posto nel girone di andata dell'Ok Liga |
| Barcellona      | 2º posto nel girone di andata dell'Ok Liga |
| Reus Deportiu   | 3º posto nel girone di andata dell'Ok Liga |
| Noia            | 4º posto nel girone di andata dell'Ok Liga |
| Igualada        | 5º posto nel girone di andata dell'Ok Liga |
| Lleida          | 6º posto nel girone di andata dell'Ok Liga |
| Girona          | 7º posto nel girone di andata dell'Ok Liga |
| Lloret          | 8º posto nel girone di andata dell'Ok Liga |

## Risultati

### Quarti di finale
| Squadra 1        | Risultato | Squadra 2 |
| ---------------- | --------- | --------- |
| 22 febbraio 2018 |           |           |
| Liceo La Coruña  | 3 - 0     | Lloret    |
| Noia             | 0 - 3     | Igualada  |
| 23 febbraio 2018 |           |           |
| Barcellona       | 5 - 1     | Girona    |
| Reus Deportiu    | 7 - 6     | Lleida    |

### Semifinali
| Squadra 1        | Risultato | Squadra 2     |
| ---------------- | --------- | ------------- |
| 24 febbraio 2018 |           |               |
| Liceo La Coruña  | 2 - 1     | Igualada      |
| Barcellona       | 3 - 1     | Reus Deportiu |

### Finale
| Lloret de Mar 25 febbraio 2018 | Liceo La Coruña | 1 – 2 | Barcellona | Pavelló Municipal |